# Elhamma
Elhamma là một chi bướm đêm trong họ Hepialidae. Có 4 loài đã được miêu tả, được tìm thấy ở Úc và New Guinea.

## Các loài
- E. australasiae - Australia
- E. diakonoffi - New Guinea
- E. roepkei - New Guinea
- E. toxopeusi - New Guinea